# جيمس ماكسي
جيمس ماكسي (بالإنجليزية: James Maxey)‏ (6 ديسمبر 1978، روانوك في الولايات المتحدة)؛ روائي أمريكي.